# Stephen Sáenz
Stephen Christopher Saenz Villareal (ur. 23 sierpnia 1990 w McAllen w stanie Teksas) – meksykański lekkoatleta specjalizujący się w pchnięciu kulą, uczestnik igrzysk olimpijskich.
Do końca 2010 roku reprezentował Stany Zjednoczone. W 2011 sięgnął po srebrny medal mistrzostw Ameryki Środkowej i Karaibów oraz uplasował się na 4. miejscu podczas igrzysk panamerykańskich. Młodzieżowy wicemistrz NACAC z Irapuato (2012). W tym samym roku reprezentował Meksyk na igrzyskach olimpijskich w Londynie. W 2014 sięgnął po brąz mistrzostw ibero-amerykańskich oraz zdobył srebro igrzysk Ameryki Środkowej i Karaibów.
Medalista mistrzostw NCAA. 
Rekordy życiowe: stadion – 20,35 (26 kwietnia 2014, San Diego); hala – 20,08 (9 marca 2012, Nampa). Oba te rezultaty są aktualnymi rekordami Meksyku.

## Osiągnięcia
| Rok  | Impreza                                  | Miejsce     | Lokata            | Wynik |
| ---- | ---------------------------------------- | ----------- | ----------------- | ----- |
| 2011 | Mistrzostwa Ameryki Środkowej i Karaibów | Mayagüez    | 2. miejsce        | 18,66 |
| 2011 | Igrzyska panamerykańskie                 | Guadalajara | 4. miejsce        | 19,54 |
| 2012 | Młodzieżowe mistrzostwa NACAC            | Irapuato    | 2. miejsce        | 19,31 |
| 2012 | Igrzyska olimpijskie                     | Londyn      | el. – 31. miejsce | 18,65 |
| 2014 | Mistrzostwa ibero-amerykańskie           | São Paulo   | 3. miejsce        | 18,62 |
| 2014 | Igrzyska Ameryki Środkowej i Karaibów    | Xalapa      | 2. miejsce        | 19,27 |
| 2015 | Igrzyska panamerykańskie                 | Toronto     | 8. miejsce        | 18,58 |